# Olivia Wunsch
Olivia Wunsch, née le 31 mai 2006 à Sydney-Nord (en) en Australie, est une nageuse australienne. Elle remporte la médaille d'or au relais 4 × 100 m nage libre aux Jeux olympiques d'été de 2024 à Paris.

## Biographie
Olivia Wunsch naît le 31 mai 2006 à North Sydney, en Nouvelle-Galles du Sud,. Elle commence très jeune à nager pour le Carlile Swim Center à Ryde, où elle continue à s'entraîner.
Elle participe à son premier tournoi national de natation à huit ans, et à onze ans en 2017, elle remporte plusieurs championnats nationaux aux Jeux scolaires du Pacifique dans les compétitions sur courte distance en papillon et en nage libre. Olivia Wunsch participe en 2018 aux championnats nationaux de School Sport Australia et remporte sept médailles ; lors de cette compétition en 2019, elle aide son équipe de relais à remporter la médaille d'or tout en remportant elle-même une médaille individuelle au 50 m nage libre.
Olivia Wunsch remporte trois médailles d'argent aux Age Nationals 2021 et est qualifiée la même année pour l'équipe nationale junior australienne. Lors du tournoi NSW State Age en grand bassin 2022, elle remporte neuf médailles d'or individuelles. Elle remporte ensuite cinq médailles, dont trois d'argent et deux de bronze, aux Age Nationals et se qualifie de nouveau pour l'équipe nationale junior, ce qui lui vaut une place aux Championnats pan-pacifiques juniors où elle participe à cinq épreuves, remportant trois médailles. Aux Championnats du monde juniors de natation 2023, Olivia Wunsch remporte six médailles, dont cinq d'or, égalant le record du championnat au 50 m nage libre, et contribuant au record du monde junior en relais,,,.
Elle établit plusieurs records personnels lors des essais olympiques australiens de natation en 2024, et se qualifie pour les Jeux olympiques d'été de 2024,. Aux Jeux olympiques de Paris, elle obtient la médaille d'or au relais 4 × 100 mètres nage libre par sa participation aux séries, mais ne concourt pas en finale.

## Palmarès

### Championnats du monde en grand bassin
- Championnats du monde 2025 à Singapour :
  -  Médaille d'or du relais 4 × 100 m nage libre.